# Dwór obronny w Niwnicach
Dwór obronny w Niwnicach (niem. Burg Neuland - Cunzendorf, pol. Dwór Bartniki) – zabytkowy dwór wybudowany w Niwnicach (dawniej w Bartnikach).
Zbudowany w 1597 z kamienia, na planie prostokąta jest otoczony fosą przez którą przerzucono kamienny most. Prawdopodobnym fundatorem dworu był ród von Salza będący przed 1547 właścicielem okolicznych dóbr, choć budowę dworu przypisuje się również rodowi von Redernów. Według Krzysztofa Eysymontta pierwszy renesansowy dwór wzniesiono w Bartnikach w latach dwudziestych lub trzydziestych XVI w., a więc w czasie kiedy miejscowość należała jeszcze do rodziny von Redern. Do chwili obecnej zachowały się fragmenty murów wraz z oknami w kamiennych obramowaniach. Dwór został częściowo uszkodzony w trakcie walk o Lubań w 1945 r., zdewastowany po roku 1975.

## Położenie
Dwór położony jest przy drodze powiatowej nr 2515D w Niwnicach – wsi sołeckiej w Polsce, w województwie dolnośląskim, w powiecie lwóweckim, w gminie Lwówek Śląski. Dwór leży w środkowej części łańcuchowej wsi Niwnice, w pobliżu kościoła św. Jadwigi. Dwór otacza zaniedbany park naturalistyczny w stylu angielskim wpisany do rejestru zabytków o nrze rej. 621/J z 3.04.1980 r.

## Opis
Budowla murowana z kamienia na rzucie prostokąta, zbudowana w obronnym miejscu, na półwyspie stawu. Obecnie w ruinie z zachowanymi ścianami. Dwór, pierwotnie jedno lub dwuskrzydłowy, był wielokrotnie przebudowywany. Około 1547 r. za rządów rodziny von Salza dokonano gruntownej przebudowy dworu. Odtąd rezydencja składała się z trzech skrzydeł rozłożonych wokół dziedzińca zamkniętego od zachodu murem kurtynowym. Ostatnia przebudowa miała miejsce w XIX w. Budynek murowany z kamienia, potynkowany, pokryty był dekoracją sgraffitową. Skrzydła dwukondygnacyjne, podpiwniczone, nakrywały niezachowane wielospadowe dachy. Park otaczający dwór pochodzi z końca XIX wieku, a kamienny most nad fosą z XVI wieku. Zamieszkany do lat 30. XX w. Częściowo uszkodzony w trakcie bitwy o Lubań pomiędzy 2 a 5 marca 1945 r. w rejonie Niwnic niemiecka Führer Begleit Division toczyła walki z oddziałami radzieckiej 3. Armii Pancernej Gwardii. W czasach Polski Rzeczypospolitej Ludowej dwór nie został odbudowany i powoli niszczał.
W łuku portalu wejściowego budynku gospodarczego dworu znajdują się herby von Salza i von Redern oraz data 1579. Reden był właścicielem wsi w połowie XVI w. a do początków XVII w. rodzina von Salza. 
Obiekt jest częścią zespołu dworskiego, w skład którego wchodzą:
- budynek gospodarczy (obora-spichlerz) z czwartej ćwierci XIX w.[13]. Ponad oknem na rogu od strony północnej znajduje się płycina (z portalu głównego) z ośmioma tarczami herbowymi i inicjałami w dwóch rzędach, po cztery, z wywodem genealogicznym właścicieli Niclasa von Salza (zm. 1604) i Elisabethy von Redern (zm. 1586)[14][15]:
  - górny rząd od lewej: D.V.S. Saltza, D.V.V. Üchtritz, D.V.D. Dobschitz, D.V.Z. Zedlitz
  - dolny rząd od lewej: D.V.R. Redern, D.V.S Sack, D.V.N, D.V.W. Würben[16]
- most kamienny z drugiej połowy XVI w.[17]
- park dworski z końca XIX w.[18][19]

## Stan obecny
Do współczesności zachowały się fragmenty murów wraz z pochodzącymi z XVI w. oknami w kamiennych obramowaniach, pozostałości znacznego wykusza. Główny portal typu fortecznego z herbami rodów szlacheckich uległ częściowemu zdewastowaniu. Staw z dworem otoczony jest pozostałościami dawnego parku. Od północnej strony dworu stoją zabudowania folwarczne, a nieco dalej kościół św. Jadwigi.